# نادي كريتاي لكرة اليد
نادي كريتاي لكرة اليد هو نادي كرة يد في فرنسا تأسس في سنة 1964. يلعب في الدوري الفرنسي لكرة اليد. تبلغ سعة ملعبه 2500 متفرجا.